# ایران، خطرناکترین ملت؟
ایران، خطرناکترین ملت؟ (انگلیسی: Iran, The most Dangerous Nation?) یک فیلم است که در سال ۲۰۰۶ منتشر شد.
تهیه کننده این فیلم مستند تد کوپل، روزنامه‌نگار و گوینده اخبار اهل ایالات متحده آمریکا است. وی جزو آخرین گروه از روزنامه نگاران آمریکایی است که اجازه ورود به ایران، قبل از توقف اعطای ویزای خبرنگاران در سال ۲۰۰۶ را داشتند.